# Подкрепление
Подкрепление е специфичен термин в оперантното кондициониране (оперантно обусляване). Подкреплението може да бъде два вида – положително и отрицателно. От своя страна подкреплението предизвиква отговор у индивида, на който е приложено. Силата на отговора на подкрепеното поведение се определя от такива мерки като колко често се прилага подкреплението при отговора. Терминът е използван често в трудовете на Бъръс Фредерик Скинър.